# Andrew Macdonald
Andrew Macdonald (* 1966 in Glasgow) ist ein schottischer Filmproduzent.

## Biografie
Macdonald, ein Bruder des Dokumentarfilmers Kevin Macdonald und Enkel des Drehbuchautors und Oscar-Gewinners Emeric Pressburger, ist vor allem bekannt geworden durch seine Zusammenarbeit mit Regisseur Danny Boyle und Drehbuchautor John Hodge für Filme wie Kleine Morde unter Freunden oder Trainspotting – Neue Helden. Zusammen mit dem britischen Filmproduzenten Duncan Kenworthy gründete er 1997 die Produktionsfirma DNA Films, die seitdem Filme wie Tatsächlich… Liebe und 28 Days Later realisiert hat.

## Filmografie (Auswahl)
Als Filmproduzent
- 1994: Kleine Morde unter Freunden (Shallow Grave)
- 1995: The Making of an Englishman (Dokumentarfilm)
- 1996: Trainspotting – Neue Helden (Trainspotting)
- 1997: Lebe lieber ungewöhnlich (A Life Less Ordinary)
- 2000: The Beach
- 2001: Das B-Team: Beschränkt und auf Bewährung (The Parole Officer)
- 2002: 28 Days Later
- 2007: Sunshine
- 2007: 28 Weeks Later
- 2008: Alien Love Triangle (Kurzfilm)
- 2010: Alles, was wir geben mussten (Never Let Me Go)
- 2012: Dredd
- 2013: Make My Heart Fly - Verliebt in Edinburgh (Sunshine on Leith)
- 2015: Ex Machina
- 2015: Am grünen Rand der Welt (Far from the Madding Crowd)
- 2017: T2 Trainspotting
- 2018: Auslöschung (Annihilation)
- 2021: Sir Alex Ferguson: Nie aufgeben (Sir Alex Ferguson: Never Give In, Dokumentarfilm)
- 2022: Men – Was dich sucht, wird dich finden (Men)
- 2024: Civil War
- 2025: Warfare
- 2025: 28 Years Later